# Abdul Waheed (Diplomat)
Abdul Waheed (* 20. März 1937) ist ein ehemaliger pakistanischer Diplomat und Militär.

## Leben
Abdul Waheed gehört zu Ethnie der Kakar Paschtunen und ist ein Neffe von Mohammed Zia-ul-Haq. Er trat am 18. Oktober 1959 in die Streitkräfte Pakistans ein und gilt als Initiator des Shaheen-I Nuclear Missile Project. Von Juli 1977 bis März 1988 war er Botschafter in Bonn. In Bonn leistete er wesentliche Beiträge zum Erwerb der Infrastruktur zur Herstellung von Kernwaffen.
Im Januar 1993 erlitt Asif Nawaz durch Adipositas und Jogging in Rawalpindi einen Herzinfarkt. Wodurch der Posten des Chief of the Army Staff (COAS) neu zu besetzen war.
Ghulam Ishaq Khan nahm, die von Mohammed Zia-ul-Haq initiierte achte Ergänzung der Constitution of Pakistan in Anspruch, und setzte Abdul Waheed als COAS in Rawalpindi ein.
Waheeds verweigerte sich eines Einbindens der Streitkräfte Pakistans in die Drogenkontrolle.
Im April 1993 nahm Ghulam Ishaq Khan wieder die von Mohammed Zia-ul-Haq initiierte achte Verfassungsergänzung in Anspruch und setzte  Nawaz Sharif als Ministerpräsident ab.
Vom 18. April 1993 bis 26. Mai 1993 regierte Balakh Sher Mazari bis Nawaz Sharif seinen Weiterbeschäftigungsanspruch als Ministerpräsident beim Obersten Gericht durchsetzte.
Waheed unterließ es, formal die Macht zu übernehmen. Im Juli 1993 verhandelte er, dass auch Ghulam Ishaq Khan vom Amt des Präsidenten zurücktrat und Moin Qureshi vom 18. Juli 1993 bis 19. Oktober 1993 eine neutrale Regierung führte und für Oktober 1993 Neuwahlen terminiert wurden.

## Veröffentlichungen
- Divorce and Remarriage among Indian Muslims: A Sociological Reflection.
- Die Bedeutung von Religion und Kultur in der dritten Welt. Aufgezeigt am Beispiel Pakistan, in Entwicklungspolitik Im Wandel: Dokumentation, Dritte-Welt-Kongress, Fritz Pirkl, Hanns-Seidel-Stiftung, 1986